# Graveley, Cambridgeshire
Graveley är en ort och civil parish i Storbritannien.   Den ligger i distriktet South Cambridgeshire i grevskapet Cambridgeshire i riksdelen England, i den sydöstra delen av landet, 80 km norr om huvudstaden London. Graveley ligger 51 meter över havet och antalet invånare är 223.
Terrängen runt Graveley är platt. Runt Graveley är det ganska tätbefolkat, med 160 invånare per kvadratkilometer. Närmaste större samhälle är Huntingdon, 7,8 km norr om Graveley. Trakten runt Graveley består till största delen av jordbruksmark.